# Перевёрнутый мостик снизу
Перевёрнутый мостик снизу (◌̺) — диакритический знак, используемый в Международном фонетическом алфавите.

## Использование
В МФА используется для обозначения апикальных согласных. Был введён в 1989 году.
В Уральском фонетическом алфавите обозначает превращение конечного согласного слова в начальный согласный следующего за ним слова. Схожий знак ˾ используется для обозначения слабого релиза.
Схожий, но более широкий символ употребляется в некоторых церковнославянских текстах.